# ルキウス・カッシウス・ロンギヌス・ラウィッラ
ルキウス・カッシウス・ロンギヌス・ラウィッラ（ラテン語: Lucius Cassius Longinus Ravilla、生没年不詳）は、紀元前2世紀中期・後期の共和政ローマの政治家。紀元前127年に執政官（コンスル）を務めた。

## 出自
ロンギヌス・ラウィッラはプレブス（平民）であるカッシウス氏族の出身。共和政初期にカッシウス氏族から執政官が出ているが、これらはパトリキ（貴族）系である。プレブス系カッシウス氏族が歴史に登場するのは第一次ポエニ戦争の頃で、その後共和政後期になると、氏族の中から重要な公職に就任するものが出てきた。紀元前171年の執政官ガイウス・カッシウス・ロンギヌス が氏族としては最初の執政官であり、ロンギヌスというコグノーメン（第三名、個人名）が確認できる最初の人物でもある。
カピトリヌスのファスティの該当部分は欠落しており、ラウィッラの父および祖父のプラエノーメン（第一名、個人名）は不明である。歴史学者V. ドゥルマンは紀元前164年の執政官クィントゥス・カッシウス・ロンギヌスが父であると考えているが、G. サムナーは紀元前171年の執政官ガイウス・カッシウス・ロンギヌス を父としている。
ラウィッラのアグノーメン（愛称）は、彼が黄灰色の目をしていたことからつけられた。

## 経歴
ラウィッラが歴史に登場するのは紀元前137年に護民官に就任したときである。このときに、反逆罪を除く刑事事件に関する民会での投票を、秘密投票とするという法案（lex Cassia Tabellaria）を提出した。執政官マルクス・アエミリウス・レピドゥス・ポルキナの支持もあり、同僚護民官のマルクス・アンティウス・ブリソは反対したが、最終的には（おそらくスキピオ・アエミリアヌスの影響もあって）同意した。キケロは、ガイウス・ラエリウス・サピエンスの言葉として、このカッシウス法の採用により「民衆が元老から離れ、重要な政策を自分たちの判断で決めていくようになるだろう」と述べている。
執政官就任年とウィッリウス法の規定から、ラウィッラは遅くとも紀元前130年にはプラエトル（法務官）に就任したはずである。紀元前127年に執政官に就任。同僚はパトリキ（貴族）のルキウス・コルネリウス・キンナであった。紀元前125年には、政治歴の頂点と言えるケンソル（監察官）に就任する。同僚監察官はグナエウス・セルウィリウス・カエピオであった。監察官として、アルバ山からカピトリヌスの丘に水を供給するテプラ水道を完成させた。さらに、ラウィッラとカエピオは、カエピオの政敵であるマルクス・アエミリウス・レピドゥス・ポルキナを贅沢が過ぎると処罰した。ウェッレイウス・パテルクルスはこれを道徳の進化の一例としてあげており、パテルクルスが生きたローマ帝国初期では、このような豪華な家の持ち主を元老院議員と考える人はほとんどいなかったということを指摘している。
紀元前113年、不貞の罪で告発された二人のウェスタの処女（マルキアとリキニア）を最高神祇官ルキウス・カエキリウス・メテッルス・ダルマティクスは無罪としたが、民会はこの判決を不服とした。このためラウィッラに事件を再調査する特別権限が与えられた。ラウィッラは二人のウェスタの処女とその愛人の双方を有罪として死刑を宣告した。
ラウィッラは厳格ではあるが公正な裁判官として知られ、公平を意味する「カッシウスの裁判」という表現が長い間使われていた。キケロはラウィッラが「被告となった人々は、検察官として、裁判官としての彼を避け、恐れていた。...本質的に慈悲に傾いていなかったからだ」と書いている。
彼の裁判のスタイルは「クイ・ボノ？（Cui bono?、得をするものは誰か？の意）」と問いかけることであった。

## 子孫
紀元前107年の執政官ルキウス・カッシウス・ロンギヌスおよび紀元前96年の執政官ガイウス・カッシウス・ロンギヌスは息子と思われる。

## 参考資料

### 古代の資料
- ウァレリウス・マクシムス『有名言行録』
- セクストゥス・ユリウス・フロンティヌス『水道書』
- ウェッレイウス・パテルクルス『ローマ世界の歴史』
- マルクス・トゥッリウス・キケロ『ブルトゥス』
- マルクス・トゥッリウス・キケロ『友情について』
- マルクス・トゥッリウス・キケロ『セクストゥス・ロスキウス弁護』

### 研究書
- Broughton R. Magistrates of the Roman Republic. - New York, 1951. - Vol. I. - P. 600.
- Münzer F. Cassius 72 // Paulys Realencyclopädie der classischen Altertumswissenschaft . - 1899. - Bd. IV, 1. - Kol. 1742.
- Sumner G. Orators in Cicero's Brutus: prosopography and chronology. - Toronto: University of Toronto Press, 1973 .-- 197 p. - ISBN 9780802052810 .